# Габрина
Габрина е село в Южна България, в община Мадан, област Смолян. До 1934 година името на селото е Гарабина. Гарабина продължава да е по-популярният начин за назоваване на селото в региона.

## География
Село Гарабина се намира в планински район.